# Andernos-les-Bains
Andernos-les-Bains é uma comuna francesa na região administrativa da Nova Aquitânia, no departamento da Gironda. Estende-se por uma área de 19,99 km². Em 2010 a comuna tinha 12 371 habitantes (densidade: 618,9 hab./km²).